# Gmina Librazhd
Gmina Librazhd (alb. Bashkia Librazhd) – gmina miejska położona w środkowej części Albanii. Administracyjnie należy do okręgu Librazhd w obwodzie Elbasan. W 2011 roku populacja gminy wynosiła 6937 osób w tym 3492 kobiety oraz 3445 mężczyzn, z czego Albańczycy stanowili 87,91% mieszkańców, Arumunii 0,20%, a Macedończycy 0,16%, a Grecy 0,12%.